# نوکو پائونسکو
نوکو پائونسکو (رومانیایی: Nucu Păunescu؛ زاده ۱۴ اکتبر ۱۹۱۲ – ۲ اکتبر ۱۹۸۰) بازیگر اهل رومانی بود.
از فیلم‌ها یا مجموعه‌های تلویزیونی که وی در آن‌ها نقش داشته است، می‌توان به بادبان‌های برافراشته، هفت مرد و یک بدکاره، از میان خاکسترهای امپراتوری، تلگرام، یاغی‌ها و استفن کبیر - واسلویی ۱۴۷۵ اشاره نمود.